# Super Blues
Super Blues — студійний альбом американського блюзового супергурту, що складався з Бо Діддлі, Мадді Вотерса і Літтла Волтера. Альбом був випущений лейблом Checker у моно та стерео форматах у червні 1967 року. За цим альбомом був The Super Super Blues Band, який вийшов напочатку 1968 року з Хауліном Вульфом, що замінив Волтера.

## Про альбом
Це перший випуск з серії двох альбомів супер сесій, які Chess випустив наприкінці 1960-х на дочірньому лейблі Checker. Ця джем-сесія була записана 4 січня 1967 року і в ній взяли участь Мадді Вотерс, Бо Діддлі і Літтл Волтер (на другій сесії The Super Super Blues Band Волтер був замінений на Гауліна Вулфа через проблеми зі здоров'ям). Літтл Волтер знаходиться у досить поганій формі, його голос став слабкішим. Серед сильних сторін альбому гра на гітарі Діддлі та виступ Мадді Вотерса. Також для участі в сесії були запрошені відомі своєю співпрацею з Вотерсом піаніст Отіс Спенн та гітарист Бадді Гай.
Серед пісень альбому найбільші хіти з репертуару кожного виконавця, а саме «I'm a Man» Бо Діддлі, «I Just Want to Make Love to You» Мадді Вотерса і «My Babe» Літтла Волтера.
У 1992 році альбом був перевиданий на CD і доповнений трьома піснями, які не були первісно включені до оригінального випуску: «Studio Chatter» Діддлі, «Sad Hours» і «Juke» Волтера.

## Список композицій
1. «Long Distance Call» (Маккінлі Морганфілд) — 5:15
2. «Who Do You Love» (Еллас Макденіел) — 4:10
3. «I'm a Man» (Еллас Макденіел) — 5:40
4. «Bo Diddley» (Еллас Макденіел) — 4:35
5. «You Can't Judge a Book by Its Cover» (Віллі Діксон) — 3:18
6. «I Just Want to Make Love to You» (Віллі Діксон) — 6:07
7. «My Babe» (Віллі Діксон) — 3:52
8. «You Don't Love Me» (Еллас Макденіел) — 4:05

Бонус-треки перевидання 1992 р.
1. «Studio Chatter» (Еллас Макденіел) — 1:27
2. «Sad Hours» (Волтер Джейкобс) — 5:09
3. «Juke» (Волтер Джейкобс) — 3:31

## Учасники запису
- Бо Діддлі — вокал, гітара
- Мадді Вотерс — вокал, гітара
- Літтл Волтер — вокал, губна гармоніка
- Сонні Вімберлі — бас-гітара
- Френк Кіркленд — ударні
- Бадді Гай — гітара
- Отіс Спенн — фортепіано (1, 3, 5—11)
- Кукі Ві — вокал, бубон

Технічний персонал
- Ральф Басс — продюсер
- Дуг Бренд, Джон Мало — інженер
- Дон С. Бронстайн — дизайн обкладинки
- Леслі Сімс — ілюстрація обкладинки
- Террі Вейл — текст до обкладинки